# Serge Voronoff
Serge Voronoff, nato Sergej Abramovič Voronov (in russo Серге́й Абра́мович Во́ронов?; Voronež, 10 luglio 1866 – Losanna, 3 settembre 1951), è stato un chirurgo e sessuologo russo naturalizzato francese che, riprendendo gli esperimenti di endocrinologia dell'austriaco Eugen Steinach, divenne famoso negli anni venti per il suo controverso metodo di ringiovanimento maschile, consistente nell'innesto di testicoli di scimmia.

## Biografia
A 13 anni si iscrive in un istituto umanistico con un corpo docente d'avanguardia, tra cui spicca un professore francese che tiene i corsi nella sua lingua.
Si fa notare per la sua intelligenza, ma il clima politico e sociale si intorbidisce con l'assassinio dello Zar Alessandro II avvenuto il 1º marzo 1881 e da un crescente antisemitismo.
Il suo avvenire in Russia si fa incerto perché ebreo e già condannato a 15 giorni di galera per il possesso e la lettura di materiale illegale.
Nel 1885 si trasferisce a Parigi deciso a farsi notare, si iscrive alla facoltà di medicina ed assiste di persona alle lezioni del grande Charcot, dal 1890 al 1893 diventa assistente del chirurgo Jules-Émile Péan.
Alla fine del 1895, con una autorizzazione speciale viene naturalizzato francese.
La svolta per lui avviene quando il Chedivè d'Egitto, chiede al suo maestro Péan il nome di un suo allievo capace per modernizzare la chirurgia egiziana: la scelta cade su di lui e nel 1896 parte per l'Egitto, dove rimarrà per 14 anni. Grazie a lui fu organizzato nel 1902 il primo congresso egiziano di medicina e nel 1909 fu fondata la rivista La presse médicale d'Égypte. Nel 1910 abbandona la comunità del Cairo, divorzia dalla prima moglie Marguerite Lèonie Carline Barbe, ritorna a Marsiglia e trascorre un breve periodo di soggiorno a Nizza dove si esercita nella clinica Sainte-Marguerite con esperimenti su animali.
Nel 1912 si trasferisce a New York per alcuni mesi nella clinica di Alexis Carrel, premio Nobel per la medicina del 1912, esperto di trapianti d'organi e di innesti cutanei.
Questa esperienza sommata alle sue competenze gli permisero di tornare in Europa e aprire un laboratorio tutto suo a Cagnes-sur-mer per proseguire i suoi esperimenti sugli animali.
Tra i moltissimi esperimenti si ricorda il primo trapianto di ovaie su una pecora effettuato con successo. Tra le molte esperienze di innesti chirurgici, ebbe modo di elaborare le sue teorie sulla ghiandola tiroide.
Nel 1913, affrontando il caso di Jean G., affetto da cretinismo, Voronoff si convince che il suo cervello è normale, ma che il paziente è destinato a restare un idiota perché le cellule del suo cervello non possono funzionare senza l'ormone secreto dalla ghiandola tiroide.
Si consulta con i genitori e alla fine si decide di innestargli le ghiandole prelevate da “un deposito naturale di pezzi di ricambio”, uno scimpanzé.
L'operazione, effettuata da una équipe di 19 medici presenti come testimoni, ha per scopo l'innesto della tiroide di uno scimpanzé e si conclude con successo.
Dal 1925 condusse molti esperimenti nel palazzo detto Castello Voronoff a Grimaldi di Ventimiglia, dove poi visse con la giovane terza moglie Gerty. Nel 1939 fu costretto a recarsi negli Stati Uniti; rientrò in Europa dopo la fine della guerra. Morì a Losanna il 3 settembre 1951, all'età di ottantacinque anni, per le conseguenze di una caduta nella vasca da bagno. Fu sepolto nella sezione ebraica del cimitero Caucade di Nizza.

## Nella cultura di massa
Voronoff è citato nel testo della canzone Il siero di Strokomogoloff, scritto da Leo Chiosso su musica di Fred Buscaglione, portata al successo in Italia dallo stesso Buscaglione alla fine degli anni cinquanta.
Giocando sull'assonanza con Strokomogoloff, Chiosso usò come testimonial del siero diversi personaggi russi sufficientemente noti al pubblico italiano dell'epoca: oltre a Voronoff, Fëdor Michajlovič Dostoevskij (autore del romanzo I fratelli Karamàzov) Nikolaj Rimskij-Korsakov, Michele Strogoff.
Il brano elenca scherzosamente le molteplici proprietà di una pozione portentosa in grado di risolvere non solo i problemi di salute e i difetti estetici, ma anche i guai d'amore e la mancanza d'ispirazione degli artisti. Nella canzone di Chiosso, Voronoff, pur insinuando che il siero del concorrente non sia un elisir di lunga vita, ne consiglia l'assunzione per favorire il processo digestivo.
Il celebre poeta romanesco Trilussa compose il sonetto La scoperta di Voronoff, dedicata al medico russo.
Nel romanzo "La figlia del colonnello" (The colonel's daughter) di Richard Aldington (pg. 22 della collana Medusa, Mondadori), nella descrizione del colonnello Smithers viene citato un "innesto Voronoff" paragonando il ringiovanimento ottenuto dal soggetto all'ingresso della Gran Bretagna nella Grande Guerra all'allora celebre esperimento attuato dal Chirurgo.
In suo onore è stato inventato un cocktail chiamato Monkey Gland.